# Banjaretno
Banjaretno is een bestuurslaag in het regentschap Magelang van de provincie Midden-Java, Indonesië. Banjaretno telt 1174 inwoners (volkstelling 2010).